# Steingelia cretacea
Steingelia cretacea är en insektsart som beskrevs av Koteja 2000. Steingelia cretacea ingår i släktet Steingelia och familjen pärlsköldlöss. Inga underarter finns listade i Catalogue of Life.